# Баев, Давид Альбертович
Дави́д Альбе́ртович Ба́ев (осет. Байаты Алберты фырт Дауыт; род. 7 ноября 1997, Владикавказ) — российский борец вольного стиля осетинского происхождения, чемпион мира и Европы, чемпион России. Мастер спорта России международного класса (2016).

## Биография
Родился 7 ноября 1997 года во Владикавказе (Северная Осетия — Алания). Борьбой начал заниматься в 2005 году у Ильи Мусаевича Цакаева. Занимался в Академии борьбы имени Аслана Хадарцева (Владикавказ).
Живёт в г. Нижневартовск, Ханты-Мансийский автономный округ. Тренируется в ДЮСШОР (Нижневартовск). Член сборной команды России с 2016 года. Выступает в весовой категории до 70 кг. На всероссийских соревнованиях выступает за Ханты-Мансийский автономный округ и Северную Осетию.
Имеет двух младших братьев.

## Достижения
- Чемпион мира (2019).
- Чемпион Европы (2025).
- Обладатель Кубка мира (2019, в команде).
- Чемпион России (2019), серебряный призёр чемпионата России (2020), бронзовый призёр чемпионатов России (2017, 2018, 2022, 2023).
- Серебряный призёр Международного турнира Гран-при «Иван Ярыгин» (2020), бронзовый призёр Международного турнира Гран-при «Иван Ярыгин» (2021).
- Победитель Международного турнира «Кубок памяти Ивана Ярыгина» (2025), серебряный призёр Международного турнира «Кубок памяти Ивана Ярыгина» (2024).
- Победитель Международного турнира «Александр Медведь» в Минске (2018).
- Победитель Международного турнира «Аланы» во Владикавказе (2018).
- Серебряный призёр Международного турнира «Кубок Ахмата Кадырова» в Грозном (2017, в команде).
- Серебряный призёр чемпионата мира среди молодежи U23 (2018).
- Чемпион мира среди юниоров (2017).
- Чемпион Европы среди юниоров (2016).
- Чемпион мира среди кадетов (2014).